# T92輕型坦克

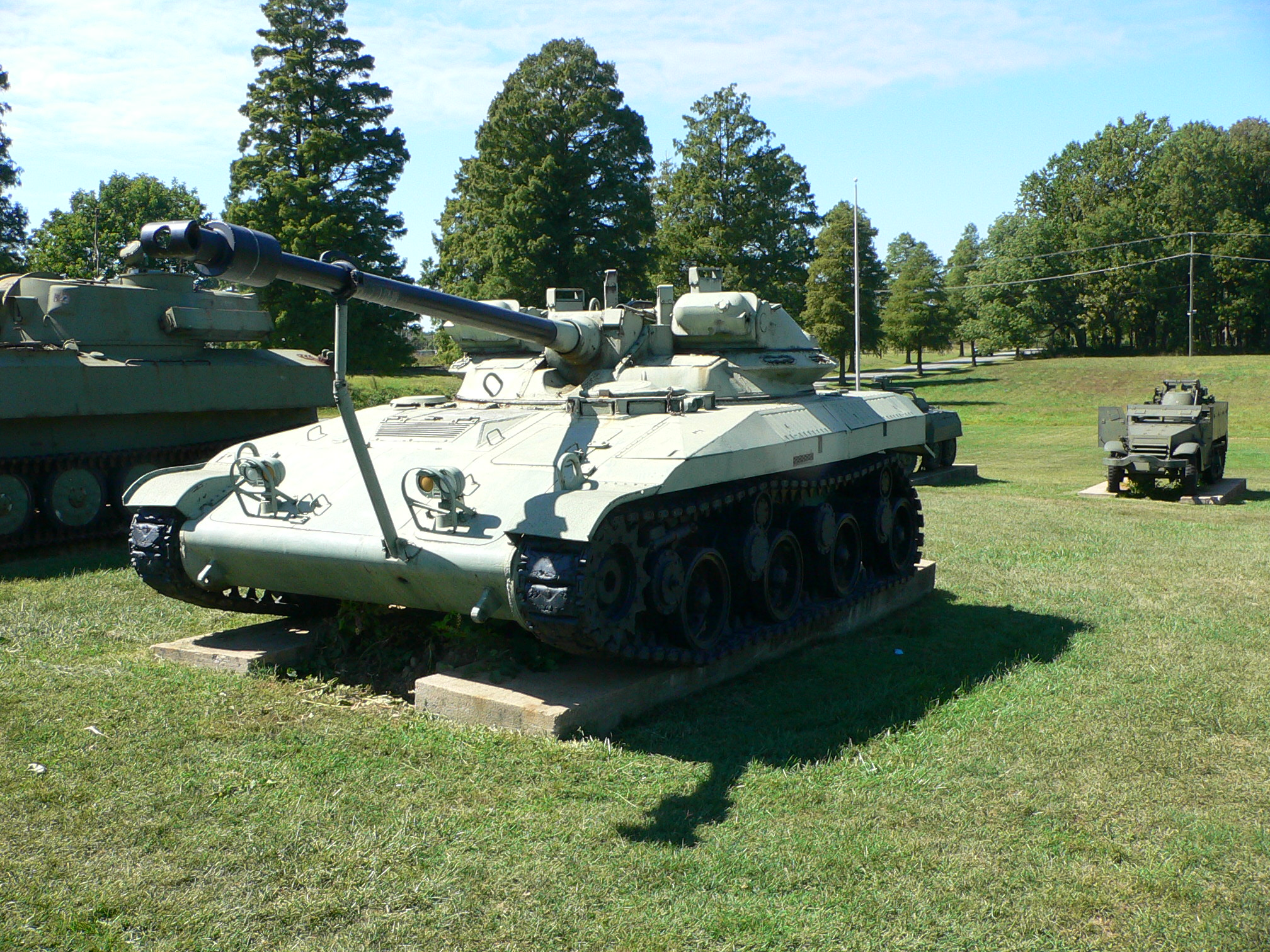
存放於美國陸軍博物館的T92輕型坦克。

T92輕型坦克是美國軍方在1953年開發的試驗型輕型坦克，最終沒有投入生產。

## 開發歷史及設計
T92的設計比較特別，外型不像當時任何的美國坦克，T92是一種可由C-130空降的輕型坦克，重19噸，可裝4人，裝有76毫米主炮並備彈60發，炮塔低矮，配有.30及.50機槍各一把和特制的懸掛系統。T92原本是為了取代M41而開發的，但蘇聯在1957年早期推出了可水陸兩用的PT-76兩棲輕型坦克，由於T92的設計無法改成可兩棲運作，美軍在1959年隨即把整個計劃取消，改為開發M551並決定採用。